# Ларс Бендер
Ларс Бендер (нім. Lars Bender; 27 квітня 1989, Розенгайм, ФРН) — німецький футболіст, півзахисник «Бранненбургу».

## Футбольна біографія
Ларс Бендер народився в невеличкому містечку Розенгаймі в Баварії, на самому півдні Німеччини. Там він проходив свої перші футбольні кроки, граючи в дитячій команді «TSV Brannenburg», а в юначому віці він перейшов до «SpVgg Unterhaching». Згодом про цього, чудово технічно підготовленого та перспективного, хлопчака заговорили по всій Баварії, адже, за кілька років, він разом зі своїм братом близнюком Свеном Бендером стали лідерами своєї команди та молодіжної збірної Баварії, а від так отримали запрошення до юнацької команди країни. Тому ні для кого не стало дивиною, що в 2002 році Ларс та Свен Бендери перебралися до столиці Баварії — Мюнхена до команди з давньою історією та палкими прихильниками — «Мюнхен 1860».

## Статистика
| Клуб                   | Сезон             | Ліга | Ліга | Кубок | Кубок | Єврокубки | Єврокубки | Разом | Разом |
| Клуб                   | Сезон             | Ігри | Голи | Ігри  | Голи  | Ігри      | Голи      | Ігри  | Голи  |
| ---------------------- | ----------------- | ---- | ---- | ----- | ----- | --------- | --------- | ----- | ----- |
| «Мюнхен 1860 ІІ»       | 2006/07           | 9    | 2    | -     | -     | -         | -         | 9     | 2     |
| «Мюнхен 1860»          | 2006/07           | 12   | 0    | -     | -     | -         | -         | 12    | 0     |
| «Мюнхен 1860»          | 2007/08           | 28   | 1    | 3     | 0     | -         | -         | 31    | 1     |
| «Мюнхен 1860»          | 2008/09           | 15   | 3    | 2     | 0     | -         | -         | 17    | 3     |
| «Мюнхен 1860»          | 2009/10           | 2    | 0    | 1     | 0     | -         | -         | 3     | 0     |
| Разом                  | Разом             | 57   | 4    | 6     | 0     | -         | -         | 63    | 4     |
| «Баєр» (Леверкузен) ІІ | 2009/10           | 2    | 0    | -     | -     | -         | -         | 2     | 0     |
| «Баєр» (Леверкузен) ІІ | 2010/11           | 1    | 0    | -     | -     | -         | -         | 1     | 0     |
| Разом                  | Разом             | 3    | 0    | -     | -     | -         | -         | 3     | 0     |
| «Баєр» (Леверкузен)    | 2009/10           | 20   | 1    | 1     | 0     | -         | -         | 21    | 1     |
| «Баєр» (Леверкузен)    | 2010/11           | 27   | 3    | 2     | 0     | 12        | 0         | 41    | 3     |
| «Баєр» (Леверкузен)    | 2011/12           | 28   | 4    | 1     | 0     | 8         | 1         | 37    | 5     |
| «Баєр» (Леверкузен)    | 2012/13           | 33   | 3    | 3     | 0     | 5         | 0         | 41    | 3     |
| «Баєр» (Леверкузен)    | 2013/14           | 29   | 3    | 4     | 1     | 6         | 0         | 39    | 4     |
| «Баєр» (Леверкузен)    | 2014/15           | 26   | 1    | 2     | 0     | 7         | 0         | 35    | 1     |
| «Баєр» (Леверкузен)    | 2015/16           | 11   | 1    | 2     | 1     | 4         | 0         | 17    | 2     |
| «Баєр» (Леверкузен)    | 2016/17           | 9    | 0    | -     | -     | 3         | 0         | 12    | 0     |
| «Баєр» (Леверкузен)    | 2017/18           | 21   | 2    | 3     | 1     | -         | -         | 24    | 3     |
| «Баєр» (Леверкузен)    | 2018/19           | 7    | 1    | 1     | 0     | 3         | 0         | 11    | 1     |
| Разом                  | Разом             | 211  | 19   | 19    | 3     | 48        | 1         | 278   | 23    |
| Всього за кар'єру      | Всього за кар'єру | 278  | 25   | 24    | 2     | 48        | 1         | 347   | 28    |

## Титули і досягнення
- Чемпіон Європи (U-19): 2008

Німеччина (ол.)
- Срібний призер Олімпійських ігор (1): 2016